# Белый медведь Генриха III

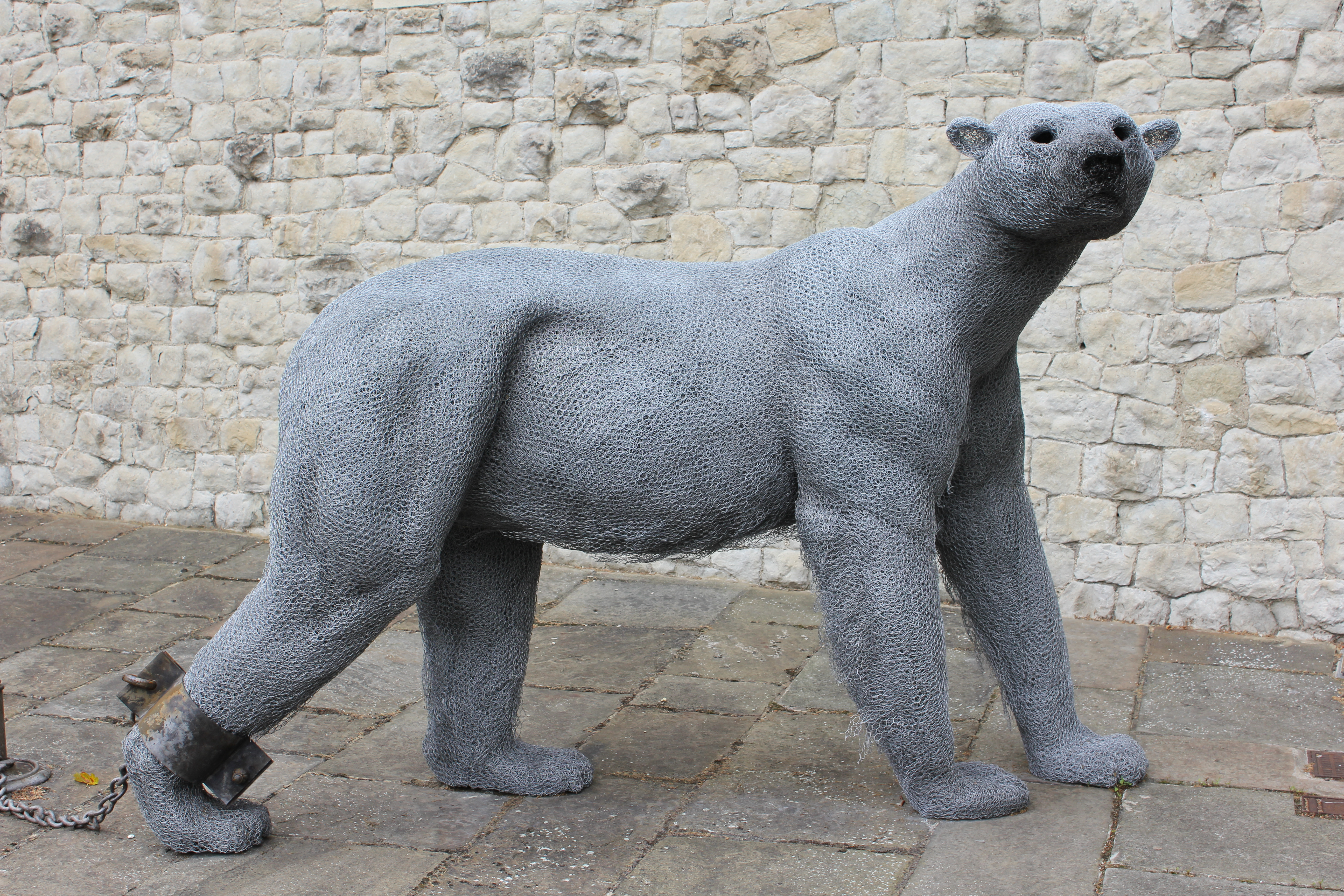
Скульптура медведя в лондонском Тауэре.

Белый медведь Генриха III был подарен английскому королю Генриху III норвежским королем Хаконом IV  в 1252 году. Его точный вид не определён, но, скорее всего, это был полярный медведь. Генрих поместил медведя в свой Королевский зверинец в Тауэре. Его тренировали на территории башни, а после приказа короля в 1253 году ему разрешили плавать в реке Темзе. Медведь был популярной достопримечательностью города, и более поздние монархи также держали подобных медведей.

## Предыстория
Хотя и более ранние монархи держали экзотических животных в Тауэре, именно Генрих III основал Королевский зверинец на постоянной основе. Первыми животными, содержавшимися в зверинце, были три «леопарда» — хотя этот термин был изменчивым в средневековую эпоху и, вероятно, относился к львам — подаренные Генриху императором Священной Римской империи Фридрихом II в 1235 году после его женитьбы на сестре Генриха Изабелле. После этого животные содержались в зверинце непрерывно до 1834 года, когда опасения по поводу благополучия животных привели к его закрытию.

## Подарок
Животное, описанное как «бледный» или «белый» медведь, было подарено Генриху норвежским королем Хаконом IV в 1252 году. Вид животного точно не известен, но, скорее всего, это был полярный медведь; полярные медведи были известны как белые медведи в Британии до XIX века. Альтернативная версия о необычно окрашенной особи европейского бурого медведя маловероятна, так как она, скорее всего, не считалась бы достаточно королевским подарком. Светлый сирийский бурый медведь — ещё одна версия, но Хакон примерно в это же время также подарил «белого медведя» Фридриху II, который правил на Сицилии и уже имел доступ к этим животным.
Норвежские и балтийские популяции белых медведей были истреблены к X веку. Чтобы белый медведь оказался в Норвегии, он либо должен был прибыть на дрейфующем льду, либо быть доставлен Хаконом из Гренландии, над норманнскими поселениями которой он осуществлял всё больший контроль. Белый медведь был важным королевским символом в норвежской истории, схожим по статусу с леопардами и львами английской короны, поэтому подарок имел большую дипломатическую ценность. Неизвестно, имел ли медведь имя собственное.

## В Тауэре
Белый медведь содержался в зверинце Тауэра, и его дрессировщик время от времени водил его по территории для упражнений. Генрих был шокирован расходами на содержание медведя, поэтому он делегировал его содержание шерифам Лондона; приказ был отдан королём 13 сентября 1252 года в Бери-Сент-Эдмундсе и передан шерифам из Виндзора 29 сентября. Пособие шерифов в размере четырех солей в день оказалось едва достаточным для животного. Они также отвечали за обеспечение одеждой норвежского дрессировщика медведя.
Генрих был обеспокоен тем, что медведь недостаточно обеспечен, и поэтому отдал ещё один приказ шерифам 30 октября 1253 года. Он приказал сделать намордник и цепь для животного, чтобы его можно было выгуливать за пределами территории Тауэра, и разрешить ему плавать, купаться и ловить рыбу в реке Темзе, привязанному длинной веревкой. Плата за содержание также была увеличена до шести пенсов в день. Медведя ежедневно водили на Темзу, где он ловил осётров и лосося. Среди народа стали популярны экскурсии к реке, чтобы посмотреть на животное. Движение на близлежащих дорогах останавливали, чтобы облегчить перемещение медведя.

## Наследие
Медведь был популярной достопримечательностью города, и его популярность в зверинце превзошло только прибытие слона в 1255 году, подарка французского короля Людовика IX . В заптисях Тауэра есть платежи за перевозку другого белого медведя по имени Линн в 1287 году. Предполагается, что эта особь была отправлена из места с тем же названием — возможно, фьорда Люнген — и поймана на Шпицбергене; вероятно, это была замена первого медведя Генриха. Ещё один белый медведь присутствовал в зверинце к 1549 году. Яков I получил двух детёнышей белого медведя в 1609 году и держали их в своём «медвежьем саду». В честь белого медведя или его «преемника» ряд пабов были названы «Белый медведь». Медведь также мог послужить вдохновением для символа на токенах, например, тех, что выпускались торговцами на Брайд-лейн (рядом с Флит-стрит) в XVII веке.